# 沈志强 (1982年)
沈志强（1982年5月13日—），马来西亚政治人物，为民主行动党槟城州政治教育主任，现任马来西亚人力资源部部长兼大山脚国会议员。曾经担任马来西亚財政部副部长（2022年至2023年），以及青年及体育部副部长（2018年至2020年）。同时担任槟城研究院董事。

## 个人背景
1982年出生于大山脚的一个基督教华人家庭，并在Stowell和英文中学完成中小学学业。毕业后沈志强于2002年前往马来亚大学修读电脑科学系。他已婚并拥有一名4岁的儿子。
沈志强也定期为《槟城月刊》（前身为《槟城经济月刊》）供稿，同时还为网络新闻平台如《当今大马》及《大马内幕者》撰文。他也曾出版一本名为《The Audacity to Think: An Invitation to Rethink Politics》的英语书籍，并在2018年8月推出马来文作品《雪中有花》。

## 政治生涯
沈志强于2007年加入民主行动党，而一开始曾经有欲加入当时为执政党民政党，在时任大山脚国会议员章瑛的邀约下加入其团队。2008年，他受聘为时任槟州青年及体育委员会主席和前武拉必议员王国慧的特别助理。随后他于2011年至2013年获推荐担任威省市议会的市议员，并于2012年在日内瓦主办的世界经济论坛中获得全球青年领袖殊荣。为了方便和选民沟通，英校出生的沈志强从2012年起开始学习华语，此外他也能够以一口流利的英语以及马来语沟通。
2013年马来西亚大选时，代表民联当选为大山脚国席的国会议员。2018年马来西亚第十四届大选，他以公正党旗帜继续连任该议席，并在之后宣誓就任马哈迪内阁中的马来西亚青年及体育部副部长，也是最年轻的副部长。

## 争议事件

### 亲巴演讲混淆马来西亚独立争议
2024年8月4日，沈志强在出席一场「与巴勒斯坦人民同在」集会上，因发表被指将马来西亚独立和巴勒斯坦独立混为一谈争议言论。马青中委锺镇鸿谴责沈志强的言论严重误导，且违反国家原则中的忠于君国条款，当中称「直到巴勒斯坦享有自由和独立之前，马来西亚在1957年取得的独立都不算完成」，并质疑后者是否不知道马来亚独立和马来西亚成立的历史和巴勒斯坦的差別，也呼吁沈志强向全国人民道歉并撤回其言论。民主行动党社青团长兼古晋区国会议员俞利文针对锺镇鸿的回应斥责马青团曲解沈志强在集会上的谈话，指出沈的言论是引用曼德拉于1997年在南非举行的声援巴勒斯坦人民国际日上发表的一席话，当中曼德拉呼吁南非没有实现自由和独立，但是当全球社会中还有弟兄面临暴行、战争和种族灭绝时，他们怎能宣称自由呢？，并反指马华在人道主义问题上关心的只是为了自身利益而玩弄政治，并试图误导人民对演讲实际内容的理解。锺镇鸿不认同俞利文辩护观点，继以再批评沈志强乱抛书包，强调曼德拉讲的是自由而非独立，并谴责沈志强的言论不仅不尊重国家元首及马来统治者的地位，以在公开场合及国庆月说出贬低大马的独立地位的言论是极其不恰当，要求沈志强撤言和道歉。
马青副总团长陈扬邦批评沈志强为了讨好首相安华和特定族群，发表误导性言论，混淆了马来西亚独立历史与巴勒斯坦独立斗争的区别。他表示，沈志强的言论显示他对马来西亚独立历史缺乏了解，也反映了他在国家事务处理上的严重失职，并强调马来西亚的独立是通过各族群非暴力、和平谈判实现的，与巴勒斯坦目前的斗争方式截然不同。马青副总团长李奕渊抨击沈志强在集会上发表的荒谬言论，当中对沈志强称「巴勒斯坦一天没有实现自由和独立，大马的独立就依是不完整的」的言论表示极度震惊和愤怒，并作出严厉的谴责，他特别敦促政府部長人物必須謹言現行，而不是為了博眼球發表誤導言論。

## 选举成绩
| 年份 | 选区             | 候选人 | 候选人           | 得票数 | 得票率 | 竞选对手           | 竞选对手           | 得票数 | 得票率 | 总票数 | 多数票 | 投票率 |
| ---- | ---------------- | ------ | ---------------- | ------ | ------ | ------------------ | ------------------ | ------ | ------ | ------ | ------ | ------ |
| 2013 | 檳城 P045 大山脚 |        | 沈志强（行动党） | 55,877 | 80.29% |                    | 魏木荣（马华公会） | 12,814 | 18.41% | 69,588 | 43,063 | 88.09% |
| 2018 | 檳城 P045 大山脚 |        | 沈志强（行动党） | 63,784 | 85.40% |                    | 魏木荣（马华公会） | 10,907 | 14.60% | 75,977 | 52,877 | 85.37% |
| 2022 | 檳城 P045 大山脚 |        | 沈志强（行动党） | 71,722 | 77.33% |                    | 高天佑（伊斯兰党） | 14,037 | 15.14% | 93,695 | 57,685 | 77.5%  |
| 2022 | 檳城 P045 大山脚 |        | 沈志强（行动党） | 71,722 | 77.33% | 陈扬邦（马华公会） | 6,986              | 7.53%  |        | 93,695 | 57,685 | 77.5%  |